# Limours
Limours – miejscowość i gmina we Francji, w regionie Île-de-France, w departamencie Essonne.
Według danych na rok 1990 gminę zamieszkiwały 6324 osoby, a gęstość zaludnienia wynosiła 444 osób/km² (wśród 1287 gmin regionu Île-de-France Limours plasuje się na 290. miejscu pod względem liczby ludności, natomiast pod względem powierzchni na miejscu 187.).